# Palaeagapetus furcilla
Palaeagapetus furcilla is een fossiele soort schietmot uit de familie Ptilocolepidae.